# Perithous townesorum
Perithous townesorum là một loài tò vò trong họ Ichneumonidae.